# Morris Kirksey
Morris Marshall Kirksey, ameriški atlet in ragbist, * 13. september 1895, Waxahachie, Teksas, ZDA, † 25. november 1981, Stanford, Kalifornija, ZDA.
Kirksey je nastopil na Poletnih olimpijskih igrah 1920 v Antwerpu v atletiki in ragbiju. V atletiki je osvojil naslov olimpijskega prvaka v štafeti 4x100 m, podprvaka v teku na 100 m, v teku na 200 m je izpadel v polfinalu, v ragbiju pa je z ameriško reprezentanco osvojil še svoj drugi naslov olimpijskega prvaka.